# 飲光部
飲光部（梵語：、巴利語：Kassapiyā、Kassapikā），梵名音譯作迦葉遺部、迦葉維部，又稱飲光弟子部、善歲部（Su-varṣaka），乃部派佛教十八部或二十部之一，亦為五部律之一。

## 历史
根據北傳《異部宗輪論》和南傳《島史》的說法，飲光部是從說一切有部分出。而藏傳清辨《異部精釋》中大眾部和正量部的說法認為飲光部是由分別說部所分出。此派僧侶著木蘭色(紅黑色)袈裟。
此部派之祖有二說。一如其部名所示為迦葉波尊者，乃上古飲光仙人種，故以飲光為姓。據傳，上古有一仙人，其身有金光，能飲諸光，令不復現，故稱飲光仙人。二如《三論玄義》記載，部主善歲七歲得羅漢，值佛聞法，皆能誦持。撰集佛語，次第相對：破外道為一類，對治眾生煩惱復為一類。在《舍利弗問經》的記載中飲光部和善歲部是兩個不同的部派。

## 教義
飲光部關於三世有的宗義與《識身論》所批判的分別說部宗義有所不同，《俱舍論》記載持《大毘婆沙論》宗義者將其歸入分別說部。《大毘婆沙論》記載：
|  | 或復有執：諸異熟因，果若熟已，因體便無。如飲光部，彼作是說：諸異熟因，果未熟位，其體猶有；果若熟已，其體便無。如外種子，芽未生位，其體猶有；牙若生已，其體便無。 |

《異部宗輪論》記載：
|  | 其飲光部本宗同義。謂若法已斷已遍知則無，未斷未遍知則有。若業果已熟則無，業果未熟則有。有諸行以過去為因，無諸行以未來為因。一切行皆剎那滅。諸有學法有異熟果。餘義多同法藏部執。 |

## 存世經典
瞿曇般若流支所譯《解脫戒經》為飲光部的戒本。